# نقص الأكسجين داخل الرحم
نقص الأكسجين داخل الرحم (بالانجليزية:Intrauterine hypoxia) يحدث نقص الأكسجة داخل الرحم عندما يتم حرمان الجنين من الإمدادات الكافية من الأكسجين. قد يكون ذلك راجعًا إلى أسباب متنوعة مثل هبوط أو انسداد الحبل السري، احتشاء المشيمة، انفصال المشيمة المبكر، وتدخين الأمهات الحوامل. قد يحدث تأخُّر النمو داخل الرحم نتيجة لنقص الأكسجين. حيث أن نقص الأكسجين في الرحم يمكن أن يسبب تلف خلايا الجهاز العصبي المركزي (الدماغ والحبل الشوكي). وهذا يؤدي إلى زيادة معدل الوفيات، بما في ذلك زيادة مخاطر متلازمة موت الرضع المفاجئ (SIDS). قد يؤدي نقص الأكسجين في الجنين وحديثي الولادة، إما بشكل أساسي أو كعامل خطر مساهم، إلى العديد من الاضطرابات العصبية والنفسية العصبية مثل الصرع، اضطراب نقص الانتباه وفرط الحركة، اضطرابات الأكل والشلل الدماغي.

## الأسباب

المشيمة

هناك أسباب مختلفة لنقص الأكسجين داخل الرحم، السبب الأكثر قابلية للوقاية هو تدخين الأمهات الحوامل. فقد تبين أن تدخين السجائر من قِبل الأمهات الحوامل يسبب الكثير من الآثار الضارة على الجنين. من بينها: أول أكسيد الكربون الناجم عن نقص أكسجة الأنسجة وقصور المشيمة الذي يؤدي إلى انخفاض تدفق الدم من الرحم إلى المشيمة مما يقلل من توافر الدم المؤكسج إلى الجنين. وقد تبين أن قصور المشيمة نتيجة للتدخين يكون سببًا لتسمم الحمل. في حين أن بعض الدراسات السابقة اقترحت أن أول أكسيد الكربون الناتج من دخان السجائر يمكن أن يكون له تأثير وقائي ضد تسمم الحمل، وجدت دراسة حديثة أُجريت بواسطة اتحاد تسمم الحمل (GOPEC) في المملكة المتحدة أن المدخنين أكثر عرضة بخمس مرات للإصابة بتسمم الحمل. فقد تبين أن النيكوتين وحده مُشوّه للجهاز العصبي اللاإرادي، مما يؤدي إلى زيادة التعرض لتلف الدماغ عند نقص الأكسجين. يؤدي التدخين أيضًا إلى فقر الدم لدى الأمهات الحوامل حيث يؤدي التدخين إلى انخفاض خلايا الدم الحمراء ذات الأنوية (NRBC)، وبالتالي تقل كمية خلايا الدم الحمراء المُتاحة لنقل الأكسجين.
إصابات الدماغ خلال فترة ما حول الولادة التي تحدث نتيجة الاختناق أثناء الولادة، وتظهر خلال 48 ساعة، هي شكل من أشكال الاعتلال الدماغي نتيجة نقص التروية ونقص الأكسجين.

## العلاج
من المعرروف أن علاج الأطفال الذين يعانون الاختناق عند الولادة عن طريق خفض درجة حرارة الجسم الأساسية علاجٌ فعال للحد من الوفيات وتحسين النتائج العصبية في الناجين، ويجب أن يبدأ العلاج بالتبريد لاعتلال الدماغ عند حديثي الولادة في غضون 6 ساعات من الولادة حيث تزيد بشكل كبير فرص البقاء على قيد الحياة بشكل طبيعي في الرضع المتضررين.
هناك نقاش منذ فترة طويلة حول ما إذا كان الأطفال حديثي الولادة المصابين باختناق يجب أن يتم إنعاشهم بأكسجين 100٪ أو بالهواء الطبيعي. فقد ثبت أن التركيزات العالية من الأكسجين تؤدي إلى تكوين جزيئات الأكسجين الحرة، والتي لها دور في الإصابة بضرر إعادة الإرواء بعد الاختناق. قام Ola Didrik Saugstad وغيره بأبحاث أدت إلى وضع مبادئ توجيهية دولية جديدة بشأن إنعاش حديثي الولادة في عام 2010، حيث أوصى باستخدام الهواء العادي بدلًا من 100٪ من الأكسجين.

## علم الأوبئة
في الولايات المتحدة، تم إدراج نقص الأكسجين داخل الرحم والاختناق الوليدي معًا باعتبارهم السبب الرئيسي العاشر للوفاة في الأطفال حديثي الولادة.

## التكاليف المالية
يُعد نقص الأكسجين داخل الرحم أحد أسباب العيوب الخلقية في القلب والدورة الدموية وهي سادس أغلى حالة في العلاج، وكذلك الولادة المبكرة وانخفاض وزن المواليد وهي ثاني أغلى حالة وواحدة من العوامل التي تُسهم في متلازمة الضائقة التنفسية في الرضّع (RDS) المعروفة أيضًا باسم مرض الغشاء الزجاجي، وهي الحالة الصحية الأغلى في العلاج والسبب الأول لوفيات الأطفال.
| من الحالات الطبية الأكثر تكلفة في العلاج في مستشفيات الولايات المتحدة. 4 من أصل 10 مرتبطين بنقص الأكسجة داخل الرحم/ اختناق الولادة | التكلفة | رسوم المستشفى |
| 1. متلازمة الضائقة التنفسية في الرضع                                                                                               | $45,542 | $138,224      |
| 2. الولادة المبكرة وانخفاض وزن المواليد                                                                                            | $44,490 | $119,389      |
| 6. العيوب الخلقية في القلب والدورة الدموية                                                                                         | $35,960 | $101,412      |
| 9. نقص الأكسجة داخل الرحم أو اختناق الولادة                                                                                        | $27,962 | $74,942       |

### طب شرعي
في الولايات المتحدة، شكلت القضايا المتعلقة بالتوليد عام 2006، 8.7 في المئة من جميع تقارير سوء الممارسة الطبية وأيضًا كان لها أعلى متوسط غرامات (333،334 $).

## وصلات خارجية
- Hypoxic-Ischemic Brain Injury in the Newborn
- Hypoxic-Ischemic Encephalopathy
- Smoking and Pre-eclampsia
- Clear Criteria for Defining Birth Asphyxia